# Municipio de Lake Williams (condado de McLean)
El municipio de Lake Williams (en inglés: Lake Williams Township) es un municipio ubicado en el condado de McLean en el estado estadounidense de Dakota del Norte. En el año 2010 tenía una población de 59 habitantes y una densidad poblacional de 0,64 personas por km².

## Geografía
El municipio de Lake Williams se encuentra ubicado en las coordenadas 47°32′52″N 100°50′56″O / 47.54778, -100.84889. Según la Oficina del Censo de los Estados Unidos, el municipio tiene una superficie total de 92.12 km², de la cual 83,92 km² corresponden a tierra firme y (8,9 %) 8,2 km² es agua.

## Demografía
Según el censo de 2010, había 59 personas residiendo en el municipio de Lake Williams. La densidad de población era de 0,64 hab./km². De los 59 habitantes, el municipio de Lake Williams estaba compuesto por el 94,92 % blancos, el 5,08 % eran asiáticos. Del total de la población el 0 % eran hispanos o latinos de cualquier raza.